# Corps Moenania Würzburg
Das Corps Moenania ist ein pflichtschlagendes und farbentragendes Corps im Kösener Senioren-Convents-Verband (KSCV). Es vereint Studenten und Alumni der Julius-Maximilians-Universität Würzburg sowie der Technischen Hochschule Würzburg-Schweinfurt. Das Corps ist die Studentenverbindung mit der längsten ununterbrochenen Tradition an der Universität Würzburg. Seine Mitglieder werden „Mainländer“ genannt. Innerhalb des KSCV gehört die Moenania dem Blauen Kreis an.
Das Corps Moenania wurde im Jahre 1814, zum Ende der Toskanazeit, an der Alma Julia unter dem Namen „Gesellschaft der Mainländer“ und dem Wahlspruch „Ewigkeit geschworenen Eyden“ im Geiste des Deutschen Idealismus gegründet. Zu den frühen Mitgliedern zählte auch der spätere Japanreisende, Arzt und Naturgelehrte Philipp Franz von Siebold. Ab den 1820er-Jahren bezeichnete sich die Gesellschaft vermehrt als Corps. Im Jahre 1828 erhielt die Verbindung als erste Studentenverbindung in Würzburg die behördliche Anerkennung. Die Mitte des 19. Jahrhunderts erwies sich als eine turbulente Epoche für das Corps, geprägt von einer Vielzahl an Aus- und Wiedereintritten im Würzburger SC. Nachdem eine interne Streitigkeit beigelegt werden konnte, trat Moenania im Jahre 1849 erneut dem Würzburger SC bei und wurde damit zugleich Mitglied des KSCV, dem der Würzburger SC zwischenzeitlich beigetreten war. Im Jahr 1876 beschloss das Corps nach intensiven internen Auseinandersetzungen, sich von einem Lebenscorps zu einem Waffencorps zu wandeln. Im Kaiserreich errichtete sich das Corps zudem als eine der ersten Verbindungen in Würzburg ein eigenes Corpshaus, das nach einer einjährigen Bauzeit im Juni 1897 eingeweiht werden konnte. In der Zeit der Weimarer Republik verzeichnete das Corps einen erheblichen Zuwachs an neuen Füchsen. Zudem trat es dem republikfeindlichen Hochschulring Deutscher Art (HDA) bei. Während der Zeit des Nationalsozialismus schloss das Corps jüdische und „jüdisch versippte“ Mitglieder aus und musste sich 1935 schließlich suspendieren. Später wurde eine NS-Kameradschaft mit dem Namen „Philipp Franz von Siebold“ auf dem Corpshaus eingerichtet, deren Mitglieder ab 1941 wieder Mensuren schlugen. Das Verbindungshaus wurde beim Luftangriff auf Würzburg 1945 weitgehend zerstört. Bereits vor der Rückgabe der beschlagnahmten Ruine und der offiziellen Lizenzierung des Bundes in der amerikanischen Zone im Jahre 1949 begannen Mitglieder des Corps mit dem Wiederaufbau des Hauses und der Rekonstruktion des Corps. Die 68er-Bewegung führte auch bei der Moenania zu inneren Verwerfungen. Im Jahre 2014 feierte das Corps sein 200. Stiftungsfest in einem festlichen Akt.

## Couleur, Sprüche, Wappen und Zirkel
Moenania ist nach dem die Stadt Würzburg durchteilenden Main benannt und besitzt die Couleur berggrün-schwefelgelb-hochrot mit goldener Perkussion. Es wird eine berggrüne Tellermütze getragen. Die Füchse des Corps tragen ein berggrünes-hochrotes, gold hinterlegtes Fuchsenband. Die Renoncenfarben waren ursprünglich Amarantrot-Weiß-Hellgelb, ehe sie 1836 in Grün-Rot geändert wurden. Die Renoncenmütze wurde 1876 abgeschafft.
Über die Herkunft der Farben sind unterschiedliche Ansichten geäußert worden. In der ältesten Chronik von Karl Fröhlich aus dem 1899 möchte dieser die Farben einerseits vom Grün der im Main sich spiegelnden Ufer und dem gelb-roten Stadtwappen ableiten, er sieht aber andererseits auch die Ähnlichkeit zu den Farben der früheren fränkischen Landsmannschaften. Poetisch fügt er an: „Grün, wie die Ufer, die im Main sich spiegeln, Gelb, wie der Haß, den wir den Schlechten dräu’n, Rot, wie das Blut, mit dem wir’s gern besiegeln“. Kritik an dieser Legende der Ableitung der Farben von den Ufern des Mains und dem Würzburger Stadtwappen wurde bereits 1920 von dem im Jahr der Veröffentlichung der Chronik bei der Moenania rezipierten Georg Meyer-Erlach in der Deutschen Corpszeitung geäußert, welcher darauf hinweist, dass man sich diese Genese der Farben höchstens „später hineingedacht“ habe. Vielmehr gingen die Farben schlicht auf jene der älteren Landsmannschaften der „Westfranken“ zurück. Diese hatte die gleichen Farben wie die Ostfranken, wobei die Farben offenbar Modifikationen unterworfen waren.
Zur Zeit der Veröffentlichung der ältesten Corpschronik durch Fröhlich konkurrierte die Herleitung der Farben vom Ufer und Stadtwappen oder den älteren fränkischen Landsmannschaften bereits mit einer anderen Theorie, wonach sich die Farben der Mainländer über die Franconia von den Hausfarben des Herzogs der Toskana, Ferdinand III. von Habsburg-Lothringen, der von 1805/06 bis 1814 über Würzburg geherrscht hatte, ableiten würden. Diese Theorie sollte sich anschließend hartnäckig halten und durch Dieter Schäfer – vielleicht, aber nicht zwingend in der Kenntnis der älteren Quellen – bis in das 21. Jahrhundert getragen werden. Tatsächlich handelt es sich bei den Farben der Würzburger Franken, von denen wiederum die Moenania ihre Farben entlehnt hatte, schlicht um eine Übernahme der Farben der fränkischen Landsmannschaften in Jena, die offenbar ab Mitte des 18. Jhs. Rot-Grün als Frankenfarben geführt hatte, welche sie wiederum aus ihrer fränkischen Heimat entlehnt hatten.
Der Wahlspruch des Corps stammt aus Schillers Gedicht An die Freude und lautet „Ewigkeit geschworenen Eyden“, der Wappenspruch ist „Pro libertate atque honore!“ (Für die Freiheit und die Ehre), der Waffenspruch lautet „Vir fortis contemnit mortem!“ (Der Mutige verachtet den Tod). Das Wappen der Moenania ist – wie bei Studentenwappen üblich – ein unheraldisches Wappen. Der Wappenschild ist bordiert und geviert. Heraldisch oben rechts findet sich der goldene Zirkel auf grünem Grund. Das Feld auf der heraldisch linken Seite zeigt zwei gekreuzte Pariser mit dreifarbigen Stichblättern auf goldenem Grund. An den Spitzen der Pariser sind die Buchstaben „P.“ und „L.“ angebracht, während an den Griffen die Buchstaben „A.“ und „H.“ zu finden sind – sie stehen für die Anfangsbuchstaben des Wappenspruches. Über der Kreuzung sind die Zahlen „VI. VI.“ zu sehen, während links und rechts davon zwei „V“ für „Vivat Volk“ platziert sind, zwischen einer geteilten Jahreszahl von „1814“. Unterhalb der Kreuzung steht die Zahl „IV“ als Erinnerung an die Stifter. Zwischen den Griffen zeigen sich die Anfangsbuchstaben des Bundessymbols: „Vivant fratres intimo foedere juncti“. Im unteren linken findet sich auf rotem Grund eine goldene, sich selbst umschlingende Schlange, die ihren Schwanz beißt als Symbol für den ewigen Bund. Das Feld rechts von davon ist in drei schräge Bereiche in den Mainländerfarben unterteilt. Das gesamte Wappen ist von einem goldenen Rand umgeben, auf dem der Wahlspruch zu lesen ist, während der Wappenspruch als Unterschrift fungiert. Über dem Wappenschild findet sich ein Bügelhelm mit Helmwulst, Pfauenfedern und Helmdecke in den Farben der Mainländer. Mitunter wird das Studentenwappen auch in einfacherer Darstellung und anderem Helmtyp ausgeführt.
Der Zirkel der Verbindung ist einige Monate älter als die Verbindung selbst und erlebte im Laufe der Zeit mehrfach grundlegende Änderungen. Zu Beginn des Jahres 1819 wurde dem Zirkel erstmals ein Ausrufezeichen angefügt. Die Umgestaltung des Zirkels in die heute gebräuchliche Form fand erst in den 1860er Jahren statt. Dies geschah aufgrund eines Irrtums, wonach die ursprüngliche Form des Zirkels auf dem von Schirmer gestalteten Wappen aus dem Jahr 1848 zu finden sei. Eine Initiative aus dem Jahr 1889, die darauf abzielte, den ursprünglichen Mainländerzirkel wieder einzuführen, scheiterte am Widerstand einiger Mitglieder. Der Zirkel vereint die Anfangsbuchstaben des Ausspruchs „Vivat Circulus Fratrum Mœnaniorum!“

## Geschichte

### Vorgeschichte und Gründung 1814

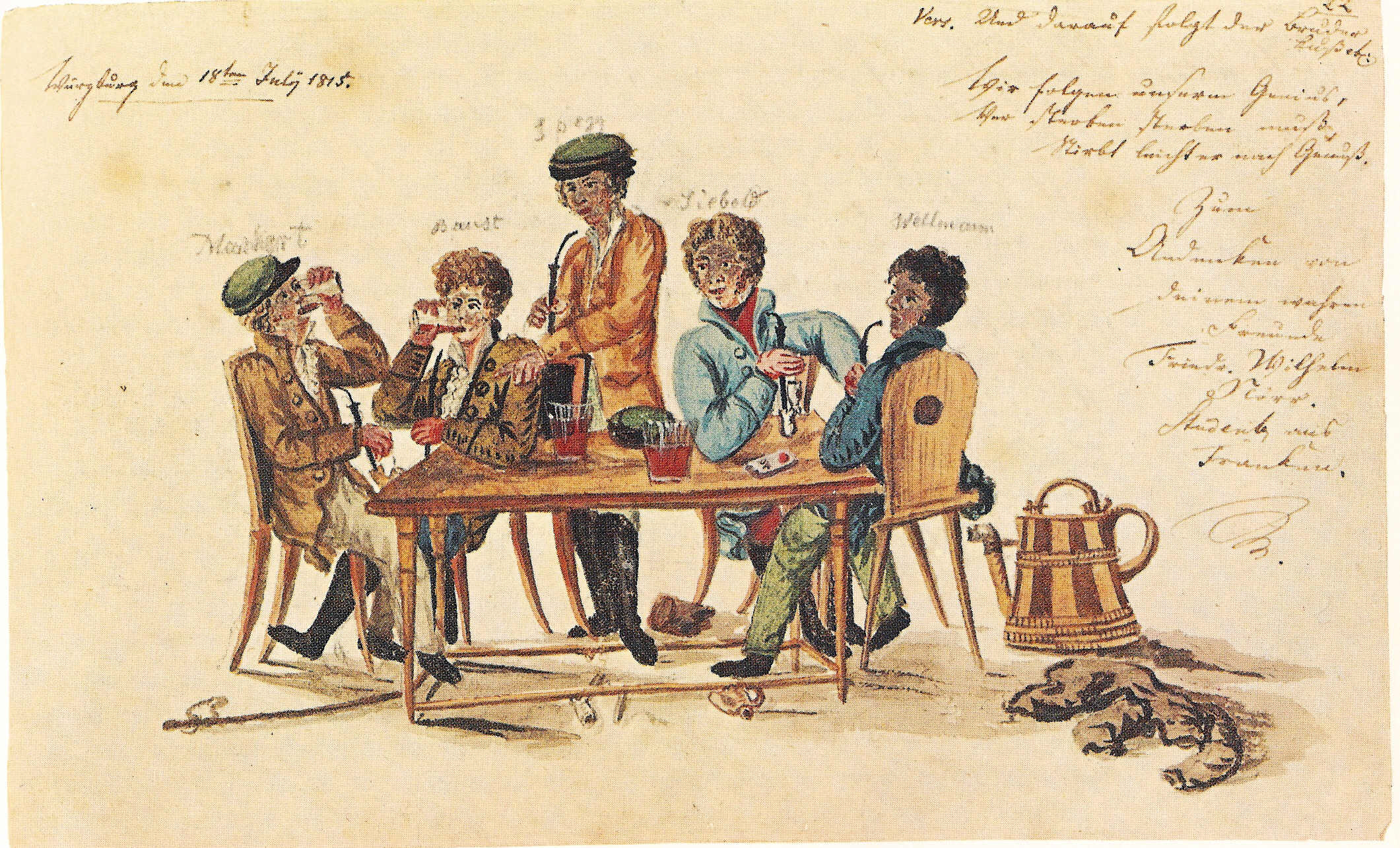
Kneipe des Corps Moenania. Stammbuchblatt vom 18. Juli 1815, mit Philipp Franz von Siebold (zweiter von rechts). Die Kennzeichnung der Personen mit ihren Namen ist eine spätere Einfügung, wobei sich der Kennzeichner bei zwei Namen offenbar verschrieben hat.

Am 26. Juli 1805 gründete sich eine „Fränkische Landsmannschaft“, das spätere Corps Franconia an der Universität Würzburg. Hervorgegangen war diese Studentenverbindung wahrscheinlich aus der älteren Vereinigung der „Germanisten“, die wohl 1799/1800 entstanden war, in Konkurrenz zu den Orden gestanden und sich im Wintersemester 1804/05 aufgelöst hatte.
Um diese ursprüngliche Fränkische Landsmannschaft, die anfangs aus einem exklusiven Kreis von zwölf Mitgliedern bestand, scharten sich bald zahlreiche Renoncen – gewissermaßen ein Sympathisantenkreis des Bundes –, von denen es angeblich über 100 gegeben haben soll. Von ihren Namen existiert kein Verzeichnis. Von den 16 Franken im Jahrgang 1805 kamen 15 tatsächlich aus Franken, während einer von der Mosel stammte.
Im April 1811 entstand im Kreis der Renoncen eine neue fränkische Landsmannschaft, die später als „Westfranken“ bekannt werden sollte. In der Vergangenheit ist mitunter angenommen worden, dass es sich bei diesen sogenannten Westfranken um eine Abspaltung der Fränkischen Gesellschaft von 1805 gehandelt hat, was jedoch mittlerweile als widerlegt gilt. Die Begriffe Ostfranken und Westfranken wurden im Übrigen erst später, gegen Ende des 19. Jahrhunderts geprägt, wobei die genaue Herkunft der Termini ungeklärt ist. Während der sechs Semester des Bestehens der neuen Landsmannschaft wechselte kein einziger der sogenannten Ost-/Altfranken zu diesem Bund. Franz Joseph Volk, späterer Stifter der Mainländer, könnte vielleicht ein Renonce der Ost-/Altfranken gewesen sein, bevor er ordentliches Mitglied der Westfranken wurde. Der Hauptstifter des Bundes war Christian Ludwig Adolf Graf von Pückler-Limpurg-Farrnbach, der 1808 bei der Franconia Tübingen aufgenommen worden war und 1810 auch die neue Erlanger Franconia gegründet hatte.
Schmitt-Cotta ist der Auffassung, dass es „[w]egen zahlreicher persönlicher Beziehungen zwischen ehemaligen Angehörigen der am 10. April 1811 gegründeten Landsmannschaft der Westfranken und Angehörigen der am 6. Juni 1814 aus der Taufe gehobenen Gesellschaft der Mainländer [...] gerechtfertigt [sei], erstere als Vorläuferverbindung der Moenania anzusehen.“
Die Errichtung der Gesellschaft geschah zu einer Zeit, da die Universität Würzburg unter der achtjährigen Herrschaft von Ferdinand III., Erzherzog von Österreich-Toskana, welcher durch eine Vereinbarung zwischen Franz II. und Napoleon Bonaparte zunächst als Kurfürst und dann als Großherzog von Würzburg eingesetzt worden war, ihren qualitativen und quantitativen Tiefpunkt erreicht hatte. Die Gründung der Gesellschaft erfolgte durch die Studenten Franz Josef Volk, Johann Philipp Alois Geigel, Johann Jakob Winkler und Johann Baptist Schlosser im Geiste der Aufklärung und des deutschen Idealismus. Fünf Jahre nach der Gründung wurde von Johann Wilhelm Rost ein Regelwerk verfasst, das durch die weitgehende Übernahme in die Satzung von 1960 im Wesentlichen bis heute gültig ist. Es etablierte den unpolitischen Charakter und Toleranz als Grundpfeiler der Gemeinschaft.

### Von Karlsbad und Vormärz ins Kaiserreich, 1814–71

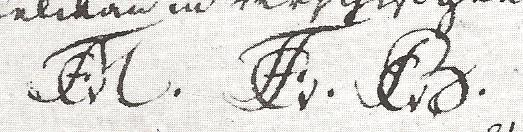
Der SC zu Würzburg: Zirkel der Moenania, Franconia und Bavaria in einem Protokoll von 1818.

Zum Jahreswechsel 1817/18 – zwei Jahre nach der Gründung der Urburschenschaft – kam es in Würzburg unter dem Eindruck des Wartburgfestes und der Stimmung der nationalen Einigung zur Gründung einer Burschenschaft Teutonia mit den Farben Schwarz-Rot auf goldenem Grund. Dieser Verbindung gelang es rasch, Mitglieder unter den unzufriedenen Renoncen der Landsmannschaften zu gewinnen, was zu Spannungen mit den Landsmannschaften führte. Als der Mainländer-Renonce Badener nach der Abfassung eines Aufrufs zur Änderung des von ihm als überkommen betrachteten Mainländer-Comments von einem Corpsburschen aufgefordert wurde, sein amarantrot-weiß-hellgelbes Renoncenband abzugeben, sich jedoch weigerte, eskalierte die Situation, als der Corpsbursche handgreiflich wurde und begann, auf den Renoncen einzuschlagen. Dieser Vorfall führte dazu, dass die Existenz einer Gesellschaft der Mainländer den Behörden überhaupt erst bekannt wurde. Nach weiteren Zwischenfällen denunzierte die Teutonia die Landsmannschaften bei den offiziellen Stellen. Daraufhin entschlossen sich die Moenania und die Franconia Ende April 1818, in einem Racheakt das Stammlokal der Teutonia zu erstürmen. Die beteiligten Franken und Mainländer – darunter auch der junge Siebold, der 1816 als achtzehntes Mitglied in den Bund beigetreten war – erhielten daraufhin einen Verweis von der Hochschule, der jedoch zumindest im Fall Siebolds nicht durchgesetzt wurde.
Im Juni 1818 eskalierte überdies ein Konflikt zwischen den Mainländern und Franken einerseits und den Baiern andererseits, woraufhin Letztere sich auflösten und gemeinsam mit drei Jenaer Burschenschaftern eine Burschenschaft Germania gründeten. Diese war als eine Art Dachverband mit verschiedenen in ihr organisierten Fraktionen konzipiert und hatte offenbar das Ziel, die Macht der Moenania und Franconia zu brechen. Doch bereits im August 1819 wurde die inzwischen mit der Teutonia vereinigte Germania im Zuge der repressiven Karlsbader Beschlüsse verboten. Im Dezember 1819 fanden sich vier ehemalige Baiern zusammen und riefen einen neuen Bund mit dem Namen Bavaria ins Leben. Die Affäre um die Burschenschaft hinterließ ihre Spuren in der Mainländer-Konstitution: Die Fassung vom 23. Dezember 1819 untersagte den Mitgliedern ausdrücklich die Zugehörigkeit zu einer Burschenschaft und verlagerte den Zweck des Bundes entschieden in die unpolitische Sphäre – was allerdings selbst Gründungsmitglieder nicht davon abhielt, sich weiterhin politisch zu engagieren. Ab den 1820er-Jahren bezeichnete sich die Moenania schließlich zunehmend mit der erst zu dieser Zeit aufkommenden Bezeichnung „Corps“.
Bis 1848 bestand keine Schranke für die Zahl der Mensuren für Renoncen. Paukereien zwischen den Renoncen untereinander waren ebenso üblich wie Mensuren zwischen Corpsangehörigen und Renoncen. Um Corpsbursch zu werden, war es nicht nötig, dass man zuvor Renonce gewesen war. Renoncenphilister besaßen weniger Rechte als Corpsphilister.
1828 erlangte das Corps als erste Studentenverbindung in Würzburg die Anerkennung durch das Ministerium und die Universitätsbehörde. Nach dem Frankfurter Wachensturm vom 3. April 1833 geriet die Moenania jedoch verstärkt unter behördlichen Druck, woraufhin sie sich am 20. November 1835 zur Auflösung entschloss. Der Beschluss wurde allerdings nicht umgesetzt. Vom 19. Januar bis zum 10. März 1837 sowie erneut vom 22. März bis zum 30. Juni 1841 war Moenania nicht Teil des Würzburger SC. 1847 wurde die Bundesfahne gefertigt. Dieses Symbol war bei den Corps vor 1840 unüblich.
Ende des Jahres 1830 schaffte der Würzburger SC in Übereinkunft mit der Burschenschaft den Stoßcomment ab und ersetzte diesen durch den Hiebcomment. Bereits im August 1837 kehrt man jedoch erneut zum Stoßduell zurück. Am 8. Dezember 1838 fand ein Pariserduell zwischen dem Mainländer Dörr und dem Ansbacher Opelt statt, bei dem letztgenannter schwer verwundet wurde und kurz darauf seinen Verletzungen erlag. Etwa zur selben Zeit erlitt ein Angehöriger der Baiern in einem weiteren Duell eine schwere Verletzung. Diese Vorfälle führten dazu, dass der SC im November 1839 die Entscheidung traf, zur Hiebmensur zurückzukehren. Dennoch wurden auch danach vereinzelt weiterhin Stoßmensuren in Würzburg ausgetragen. Im Jahr 1840 kam es zu einem weiteren Vorfall im sogenannten Huttenschen Garten, bei dem ein Nassauer in einem Duell mit einem Mainländer schwer verwundet wurde und scheinbar tot zusammenbrach. Die Anwesenden Mainländer und Nassauer schickten sich daraufhin an, den vermeintlichen Leichnam im Maine zu versenken, konnten jedoch vom Paukarzt davon abgehalten werden. Dieser setze durch, den Nassauer zu einem Arzt zu bringen, was diesem das Leben rettete.

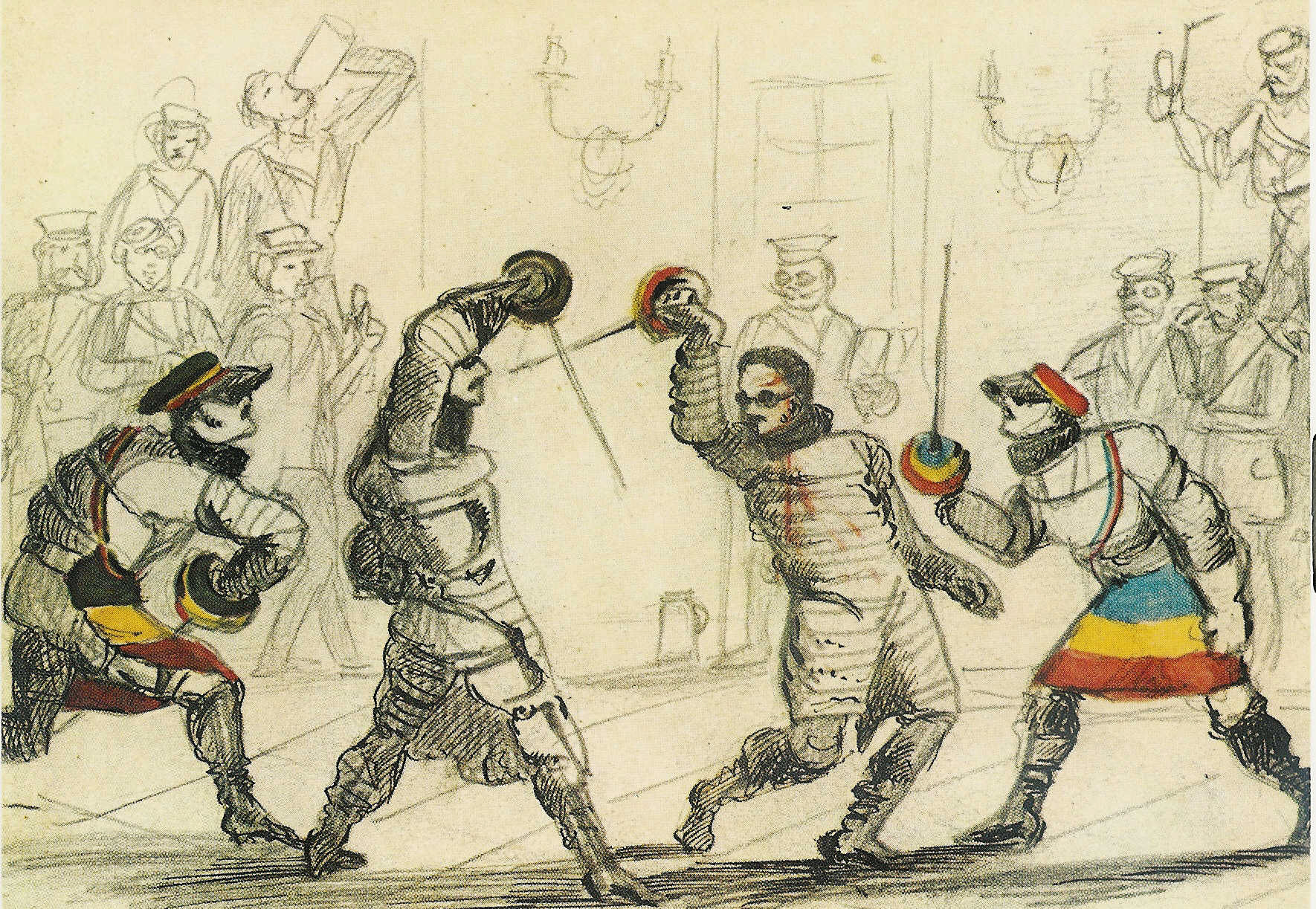
Mensur in Würzburg im Wintersemester 1868/69, gezeichnet vom später beim Corps Moenania rezipierten Gymnasiasten Ferdinand Ludwig. Die Haltung der Paukanten spiegelt die damals gebräuchliche Fechtweise in Würzburg wider. Der Makare (rechts) führt eine Tiefquart aus, während der Mainländer (links) zu parieren scheint und offenbar eine Gegenattacke in Form einer Hochquart plant.

Während der Revolutionszeit von 1848 waren die aktiven Mitglieder der Moenania mit Unterbrechungen in einer Studentenwehr organisiert, welche zur Aufrechterhaltung der öffentlichen Ordnung herangezogen wurde. Gemeinsam mit den „Franken“ und den „Nassauern“ bildeten sie eine der beiden Kompanien der Studentenwehr. Am 18. Mai 1849 demolierten mehrere hundert, teils betrunkene Soldaten des in Würzburg stationierten 12. Infanterie-Regiments zusammen mit einigen Chevaulegers die Frankenkneipe, ohne dass von den etwa ein Dutzend Franken irgendwelche Gegenwehr erfolgte. Grund für diese Aktion war wohl, dass die Soldaten die Studenten, die sich geweigert hatten, ihre Waffen abzugeben, als Unterstützer aufrührerischer Kräfte auffassten und ihnen ihre Waffen abnehmen wollten. Dieser Vorfall rief bei der allgemeinen Studentenschaft den Ruf nach Genugtuung hervor. Als dann zwei weitere Studenten – Mitglieder des Corps Bavaria – von Soldaten verletzt wurden, bestärkte dies die Studentenschaft in ihrer zu dieser Zeit bereits getroffenen Entscheidung, nach Wertheim auszuziehen. Ein großer Teil der Studenten der Universität – die höchsten quellenbasierten Schätzungen gehen von 350 Personen aus, was etwa zwei Drittel der Studentenschaft entsprochen hätte – beteiligte sich an diesem Auszug. Die Rückkehr in die Universitätsstadt erfolgte erst am 25. Mai, nachdem das 12. Infanterie-Regiment aus Würzburg verlegt worden war.
Drei Tage nach der Rückkehr aus Wertheim wurde der Renoncenconvent aufgehoben und an dessen Stelle ein „allgemeiner Convent“ gesetzt. Bereits im Juni 1853 wurde diese Entscheidung rückgängig gemacht.
Am 20. Dezember 1849 wurde Moenania durch den Wiedereintritt in den Würzburger SC zugleich Mitglied des KSCV, dem der Würzburger SC zwischenzeitlich beigetreten war. 1862 hatte Würzburg zum ersten Mal den Vorsitz im Verband inne. Im Folgejahr trat Moenania aufgrund von Streitigkeiten aus dem SC aus. Der Wiedereintritt erfolgte im Mai 1865. Zu Beginn der 1860er Jahre traten zahlreiche neue Mitglieder dem Corps bei, erst die Kriegsereignisse von 1866 und 1870/71 brachten die negative Wende. Auch die Teuerung des Studentenlebens trug ihren Teil zu dieser Wendung bei.
Ab Mitte der 1860er Jahre gerieten die Corps durch die Entstehung neuer Verbindungsarten, besonders durch die Entstehung katholischer Verbindungen, zunehmend unter Druck. Der Alleinvertretungsanspruch der Würzburger Corps und ihre beanspruchten Vorrechte konnten bald kaum noch wirksam durchgesetzt werden. Wenngleich die Mitte des 19. Jhs. für die Würzburger Corps von internen Zwistigkeiten geprägt war, betrachtet Fröhlich diese Periode vor der Entstehung „[f]eindselig[er] Strömungen gegen das Korpsstudententum“ daher rückblickend dennoch als „Blütezeit“.

### Das Corps in Kaiserreich, Weltkrieg und Weimar, 1871–1933
Am 14. Dezember 1876 rekonstituierte sich das Corps nach heftigen Auseinandersetzungen und der Überwindung innerer Widerstände vom Lebenscorps zum Waffencorps. Im darauffolgenden Jahr wurden Konstitutionsänderungen vorgenommen, um den Charakter und die Abläufe in der Verbindung genauer zu spezifizieren. Ein Jahr später wurde dann ein Mensurenconvent ins Leben gerufen. Die Gründung des Altherrenvereins (AHV) erfolgte im Jahr 1884. In diese Zeit des Kaiserreichs fiel auch die Errichtung des Mainländerheims, das nach einer Bauzeit von einem Jahr im Juni 1897 eingeweiht wurde. 1900 stellte Moenania den Vorort des KSCV; „historisch bedeutsame Beschlüsse fielen nicht“.
Bald nach der Jahrhundertwende griff im Corps Verschwendungssucht und Prahlerei in der Form von „Droschkenfahrten, Luxuszechen und Detikationssucht“ um sich. Schulden wurden angehäuft, was dem zunächst dennoch recht harmonisch vonstattengegangenen Corpsleben einen Dämpfer verpasste. Letztlich wurde der Verschwendungssucht unter anderem durch Verbote, durch Geldstrafen und die Abschaffung des offiziellen Frühschoppens an Werktagen ein Riegel vorgeschoben. In diesem Zuge wurde auch der Trinkzwang abgeschafft. 1908 verstarb der letzte Renoncenphilister.
Während der Zeit des Kaiserreichs erlebten sowohl Moenania als auch die anderen Corps des Würzburger SC einen deutlichen Bedeutungsverlust, welcher sich schon länger abgezeichnet hatte. 1882 stellten die Würzburger Corps noch 7,4 % der gesamten Studentenschaft und 19 % der Korporierten. Bis zum Wintersemester 1895/96 stiegen diese Anteile zwar leicht auf 7,7 % bzw. 20 %, verfielen dann jedoch kontinuierlich. 1913 erreichten sie mit 3,6 % bzw. 9,6 % ihren Tiefpunkt. Von dieser Entwicklung profitierten insbesondere die katholischen Verbindungen und Verbände, denen es im Kontext des Kulturkampfes und des späteren akademischen Kulturkampfes gelang, eine effektive Mobilisierung der katholischen Studentenschaft zu erreichen. Bereits 1882 hielten sie eine starke Position inne und vereinten 15 % bzw. 38,6 % der Studenten auf sich. Dieser Anteil stieg in den nachfolgenden Jahrzehnten stetig an und erreichte im Wintersemester 1913/14 25 % bzw. 61,3 %. Infolge dieser Entwicklung waren die Würzburger Corps zunehmendem Druck ausgesetzt und konnten die von ihnen unter Berufung auf ihre Anciennität beanspruchten traditionellen Privilegien bereits in den 80er Jahren des 19. Jh. kaum noch effektiv wahren. Sie waren vielmehr gezwungen, dabei zuzusehen, wie Bünde anderen Typs nach und nach ihre einstige dominierende Stellung übernahmen. Diese Entwicklung vollzog sich auch an anderen deutschen Hochschulen, gleichwohl blieb das Corpsstudententum im deutschen Reich auch weiterhin ein gesellschaftliches Leit- und Idealbild.
Das 100. Stiftungsfest wurde vom Ausbruch des Ersten Weltkrieges überschattet. Zeitweise waren 170 Mainländer gleichzeitig eingezogen, dennoch wurde der Bund nicht suspendiert. 23 Mainländer fielen im Kampf. An der Niederwerfung der im Zuge der Novemberrevolution errichteten, jedoch lediglich drei Tage bestehenden Würzburger Räterepublik beteiligten sich auch Mainländer. In den frühen 20er Jahren schloss sich Moenania – wie alle konfessionellen und waffenstudentischen Verbindungen in Würzburg – dem Hochschulring Deutscher Art (HDA) an, einer völkisch-nationalistisch ausgerichteten Dachorganisation mit antisemitischer und republikfeindlicher Programmatik. Nach dem gescheiterten Hitlerputsch von 1923 positionierten sich die waffenstudentischen Verbindungen Würzburgs unterstützend gegenüber den Putschisten. In der Folge distanzierten sich die konfessionellen Verbindungen vom HDA und verließen den Verband. Der SC folgte einige Zeit später aufgrund der zunehmend politischen Stoßrichtung. In der Folge verlor der HDA an Einfluss und löste sich nach 1927 faktisch auf.
Die wirtschaftliche Not infolge der Inflation in den frühen 20er Jahren führte zu erheblichen finanziellen Herausforderungen sowohl für die Studentenschaft als auch für den Bund selbst. Es dauerte bis zum Jahr 1925, ehe diese Krise innerhalb des Bundes als überwunden betrachtet werden konnte. Gleichwohl erfreute sich das Corps – wie auch die Studentenverbindungen im Allgemeinen – in der Ära der Weimarer Republik schon bald eines regen Zustroms neuer Füchse. Im Wintersemester 1925/26 wurde innerhalb der Moenania das Amt des Fuchsenerziehers oder Fuchsmajors eingeführt. Zuvor oblag die „Erziehung“ der Füchse dem Consenior. In den frühen dreißiger Jahren waren etwa 75 % der männlichen Studenten in Würzburg Mitglieder von Studentenverbindungen. Davon entfielen wiederum etwa 45 % auf katholische Verbände, 7 % auf jüdische Verbände und 48 % auf „deutsche“ schlagende Verbindungen. Bei den Wahlen im Dezember 1930 gelang es den Würzburger Corps, sich als Juniorpartner in einer Arbeitsgemeinschaft mit dem im Juli 1927 gegründeten Würzburger Nationalsozialistischen Deutschen Studentenbund (dem auch viele Korporierte angehörten) im AStA gegenüber den katholischen Studentengruppen (meist vom Cartellverband dominiert) durchzusetzen. Nach Konflikten mit dem NSDStB zerbrach die Koalition jedoch wieder und die katholischen Studentengruppen übernahmen erneut den Vorsitz.

### Im Nationalsozialismus: Judenfrage und Führerprinzip – Suspension – Kameradschaft, 1933–45
Im Gegensatz zu vielen anderen Verbindungen hat sich das Corps Moenania auch kritisch mit der eigenen Rolle während der NS-Zeit auseinandergesetzt, im Konkreten mit dem Ausschluss jüdischer und „jüdisch versippter“ Mitglieder während der NS-Zeit und dem damit verbundenen Verrat und Treuebruch. Anlässlich des 200. Stiftungsfestes 2014 brachte das Corps im Kneipsaal eine zentral platzierte Gedenktafel zur Erinnerung an die während des Nationalsozialismus aus rassistischen Gründen ausgeschlossenen Mitglieder an. Im Folgenden wird die Geschichte des Corps während der NS-Zeit historisch eingeordnet und nachgezeichnet, wobei zunächst auf die Stellung der Juden in der Moenania und dem KSCV exkursorisch eingegangen werden soll.
Zunächst konnten Juden bei der Moenania lediglich Renoncen werden, was in gewisser Weise auch die gesellschaftliche Rolle der Juden zu Beginn des 19. Jahrhunderts spiegelte. Dies wandelte sich erst mit der Änderung des § 10 der Mainländerkonstitutionen auf dem Generalconvent vom 5. August 1855. 1859 wurde der erste „Israelit“ in die Moenania aufgenommen, 1864 – zum 50. Stiftungsfest – wurde dann sogar ein Jude zum Senior bestimmt.
Ab Mitte der 1870er Jahre änderte sich das gesellschaftliche Klima und es entstand eine Judenfeindschaft neuer Art, die jedoch auf das Corps Moenania zunächst nur geringe Auswirkungen haben sollte. Allerdings erhielt der KSCV einen stark antisemitischen Einschlag, und viele Corps gingen dazu über, keine Juden mehr aufzunehmen; manche Corps verankerten sogar die christliche Konfession und die „deutsche Abstammung“ als Voraussetzung für die Rezeption in ihren Konstitutionen. Nach dem verlorenen Ersten Weltkrieg erlebte die Judenfeindschaft in Deutschland noch einmal einen deutlichen Aufschwung, der letztlich in die nationalsozialistische Machtergreifung münden sollte. Im zunehmenden Maße gewannen nun jene Stimmen im KSCV an Gehör, die schon länger lautstark nach einer Lösung des „Judenproblems“ verlangt hatten. 1920 fasste der Kösener Kongress den Beschluss, keine Juden mehr in den Verband aufzunehmen. Mittels eines Beschlusses im Folgejahr wurde in § 3 der KSt definiert, dass ein „Mischling [...] als Jude gelten [solle], wenn ein Teil seiner vier Großeltern getaufter Jude war oder sonst sich herausstellt, daß er jüdischer Abkunft ist.“ Als Zweck des Verbands wurde bestimmt, dem Vaterland „durch Fernhaltung Alles Unsittlichen und Undeutschen [...] zu dienen.“
Mit der nationalsozialistischen Machtübernahme von 1933 fanden sich die deutschen Studentenverbindungen in einer völlig veränderten Situation wieder. Die neue Führung erhöhte den Druck auf die deutschen Studentenverbindungen. Rudolf Heß verdeutlichte, dass die Verbindungen von der Auflösung verschont bleiben würden, wenn sie als Gehorsams- und Unterwerfungsbeweis „Arierparagraphen“ und das Führerprinzip einführen würden. Diese Forderungen mündeten in die Ernennung von Max Blunck (Franconia Jena) zum Führer des KSCV im Juni 1933, dem Wiedereintritt in den Allgemeinen Deutschen Waffenring (ADW), aus dem der KSCV am 7. Februar 1932 ausgetreten war, und der damit verbundenen Annahme des Bundesgesetzes des ADW, welches einen strengeren Arierparagraphen besaß als das „Gesetz zur Wiederherstellung des Berufsbeamtentums“, da es auch jüdische Frontkämpfer und „jüdisch Versippte“ aus den Verbindungen ausschloss. In Anpassung an das erwähnte Bundesgesetz erhielt der § 43 der Kösener Statuten folgende Fassung: „Das Corps ist eine Vereinigung immatrikulierter Studenten derselben Universität, die im Sinne der nationalsozialistischen Weltanschauung ihre Angehörigen in aufrichtiger Freundschaft verbindet und zu Vertretern eines ehrenhaften Studententums und zu charakterfesten, tatkräftigen, pflichttreuen Männern erzieht. Judenstämmlinge, jüdisch Versippte oder Freimaurer können nicht Angehörige eines Corps sein.“ Schon auf dem zeitgleich zur Ernennung Bluncks stattfindenden ordentlichen Kösener Congress (oKC) hatte der Vorort einen antisemitischen Änderungsantrag des Paragraphen vorbereitet, wenngleich dieser deutlich zurückhaltender formuliert gewesen war. Um sicherzustellen, dass die Satzungsänderung umgesetzt wurde, war es notwendig, dass auch jede einzelne Verbindung ihre Zustimmung zu dieser Änderung der Statuten gab. Aus diesem Grund forderte Blunck die Corps des KSCV auf, ihre Konstitutionen bis zum 31. Juli 1933 entsprechend anzupassen und ihm anschließend die Umsetzung zu bestätigen.
Infolgedessen änderte das Corps Moenania am 27. Juli 1933 seine Satzung auf einem außerordentlichen Generalkonvent. Konkret betrafen die Änderungen §§ 4 und 155 der Mainländerkonstitutionen, welche nach §§ 46 bzw. 60 KSt eine Änderung erfuhren. Außerdem wurde auf dem Convent ein Führer des Philisteriums bestimmt, Führer des CC wurde automatisch der Senior. Daraufhin waren alle Alten Herren verpflichtet, dem „Führer des Corps“ ihre „arische Abstammung“ nachzuweisen. Als „nichtarisch“ oder „jüdisch versippt“ identifizierte Alte Herren wurden dann vom Corps gezwungen, auszutreten. Diese Betroffenen mussten dem Corps ihre Bänder und Mützen zurückgeben und wurden nicht mehr zu den Veranstaltungen des Corps eingeladen. Im November 1933 meldete das Corps, dass die Altherrenschaft „judenfrei“ sei. Mit diesem Akt des Treuebruchs folgte Moenania dem weitaus größten Teil der 104 „reindeutschen Corps“, von denen sich allein fünf, Borussia Halle, Vandalia Heidelberg, Rhenania Straßburg zu Marburg, Suevia München und Suevia Tübingen, weigerten, ihre „judenstämmigen“ und „jüdisch Versippten“ Mitglieder zu verraten. Wolfgang Wippermann beurteilt diese Handlungen des überwiegenden Teils der deutschen Corps mit dem Hinweis, dass „[e]ine schlimmere Verletzung der corspsstudentischen Prinzipien von Toleranz und Brüderlichkeit [...] nicht denkbar“ sei. Im September 1935 erfolgte eine Abfrage durch den Senior, wonach jeder Mainländer bis zum 5. Oktober desselben Jahres „nach bestem Wissen und Gewissen“ garantieren musste, „daß weder in meiner eigenen, noch in der Familie meiner Frau seit dem 1. Januar 1800 sich ein jüdischer Einschlag befindet.“
1934 wurde festgelegt, dass von nun an zwei genügende Partien, und nicht wie bisher drei, für die Reception eines Fuchsen ausreichend seien. Zudem führte eine ungenügende Partie von nun an nicht mehr für die Dauer der Aktivenzeit zum Verlust der Chargenfähigkeit, sondern lediglich für die Dauer des laufenden Semesters. In den nachfolgenden Monaten nahm der Druck der nationalsozialistischen Führung auf die Korporationen weiter zu. Am 28. September 1935 kam es schließlich zur Auflösung des KSCV, einen Monat später, am 29. Oktober, dann zur Suspension der Moenania. Eine offizielle Auflösung des Bundes fand offenbar nicht statt, wenngleich dies später gegenüber den Behörden dennoch behauptet wurde, da diese sich mit einer bloßen Suspension nicht zufriedengaben.
Die Aktivitäten der Mainländerphilister verlagerten sich ab 1936 in den eingetragenen Verein „Mainländerheim“, der das Haus der suspendierten Moenania verwaltete. Als einzige Verbindung des Würzburger SC beteiligte sich das Philisterium nicht an der Gründung der Kameradschaft „Albrecht der Bär“ im Sommersemester 1936. Ein im Dezember 1936 vorgebrachter Vorschlag, das Haus zu veräußern, wurde nicht umgesetzt. Ebenso blieb ein Antrag vom 17. April 1938 ohne Erfolg, der darauf abzielte, das Philisterium geschlossen in die Altherrenschaft der Kameradschaft „Wehmann“ zu überführen. Die nach ihrem Kameradschaftsführer Siegfried Wehmann benannte Kameradschaft war 1934 als SA-Kameradschaft ohne Verbindung zur Moenania gegründet worden und hatte seither ihr Wesen mehrfach verändert.
Vor ihrer Umbenennung, die zwischen dem Sommersemester 1938 und dem Wintersemester 1938/39 vollzogen wurde, trug die Kameradschaft die schlichte Bezeichnung „Kameradschaft I“. Erst mit dem Einzug in das Mainländerheim im Dezember 1938 kam es zu einer Verschmelzung mit der Moenania bzw. deren Philisterium. Im Mai 1939 gründeten die Mainländerphilister auf dem Haus eine neue Kameradschaft als Nachfolgeorganisation der Kameradschaft Wehmann. Den einzelnen Philistern stand es in der Folge frei, sich der Altherrenschaft der Kameradschaft anzuschließen; eine Gesamtüberführung des Philisteriums wurde abgelehnt. Der ursprünglich geäußerte Wunsch, die Kameradschaft nach Philipp Franz von Siebold zu benennen, blieb zunächst erfolglos. Stattdessen verlieh ihr die Reichsstudentenführung Ende Januar 1939 den Namen „Manfred von Richthofen“. Ein erster Korrekturversuch im Mai 1939 blieb anscheinend aufgrund eines Missverständnisses erfolglos. Studentische Traditionen spielte bei den „Richthöfern“ zunächst keine Rolle, obgleich Kontakte zu den Kameradschaften, „Albrecht der Bär“ und, „Balthasar Neumann“ gesucht wurden. Stattdessen strebte man zunächst eine soldatische Richthofen-Tradition an. Dies änderte sich allerdings im dritten Trimester 1940.

1940 wurde die Kameradschaft „Philipp Franz von Siebold“ gegründet, mit dem Ziel, Mitglieder der suspendierten Moenania zu einer neuen Organisation zusammenzuführen, unabhängig von ihrer Zugehörigkeit zum NS-Altherrenverband oder dem Verein Mainländerheim. Mitglieder der Kameradschaft „Manfred von Richthofen“, darunter auch die Altherrenschaft der Würzburger Burschenschaft Cimbria, verblieben in der ursprünglichen Kameradschaft, welche fortan ohne Aktivitas auskommen musste. Die Gründung der neuen Kameradschaft wurde zwischen Dezember 1942 und Januar 1943 von der Gaustudentenführung offiziell anerkannt, die offizielle Verleihung des Namens erfolgte allerdings erst im Januar 1944. Im Sommer 1943 wurde der „Eingetragene Verein Mainländerheim“ in den „Altherrenbund Philipp Franz von Siebold“ eingegliedert und damit aufgelöst. Grund war offenbar auch die Hoffnung auf Steuervergünstigungen. Im Oktober 1943 erfolgte die Beschlagnahmung eines Teils des Hauses.
Ab Sommer 1941 wurden von jungen Mainländern wieder Mensuren geschlagen, wobei die Initiative von diesen selbst ausging. Die Aufnahme von neuen Mitgliedern in die suspendierte Moenania vollzog sich allerdings nicht ohne inneren Widerstand. Erst als die Jungkameraden und Kameraden drohten, eine neue Verbindung mit anderem Zirkel, aber unter dem Namen Moenania zu gründen, stimmten die Alten Herren der Reception der „Füchse“ zu. Im Wintersemester 1942/43 kam es zur Neugründung des Würzburger Waffenrings. In die Kameradschaft „Philipp Franz von Siebold“ wurde letztlich „nur aufgenommen, wer seine drei [?] Bestimmungsmensuren gefochten und auf die Constitution geschworen hatte.“ Die Pauktage fanden ab dem Sommersemester 1943 nicht mehr auf den Häusern, sondern unter freiem Himmel statt, die einander in den Partien zugefügten Schnittwunden wurden in der Öffentlichkeit gezeigt.
Wenngleich in dieser späteren Zeit „die studentischen Korporationen [...] im Gewand der gleichgeschalteten nationalsozialistischen Kameradschaften [...] ein vom NS-Regime durchaus toleriertes Ventil für mögliche politische Frustrationen der Studierenden“ bildeten und diese Toleranz des Regimes auch das Fortführen von studentischen Traditionen wie dem Kommers oder der ohne Genehmigung den Kameradschaften eigentlich untersagten Mensur ermöglichte, wird das Fechten von Mensuren von der Moenania im Schulterblick – historisch unzutreffend – als lebensgefährliche, in der Nähe des Widerstandes angesiedelte Untergrundaktivität betrachtet, obwohl keine Belege oder Hinweise dafür existieren, dass solches studentisches Treiben vom Regime in die Nähe von oppositionellen Handlungen gestellt wurde und auch keine Intention der Paukanten vorlag, dem Regime durch über bloße Nonkonformität hinausgehende Handlungen einen wie auch immer gearteten Schaden zuzufügen. Dies erklärt auch, weswegen es vom Regime nicht für nötig erachtet wurde, in besonderem Maße gegen „geheime“ studentische Fechtgruppen vorzugehen, und sich das studentische Fechten, trotz der obligatorischen Überwachung durch die Behörden, in Würzburg wie andernorts weitgehend ohne irgendwelche Konsequenzen für die Fechtenden vollzog. An der 1944 erfolgten Wiedergründung des KSCV in Bad Kösen war Moenania nicht beteiligt, da man befürchtete, das im Waffenring Erarbeitete damit zu gefährden.
Im Zweiten Weltkrieg starben 19 Mainländer. Das Corpshaus wurde während des alliierten Luftangriffs auf Würzburg am 16. März 1945 völlig ausgebombt.

### Von Neubeginn und Aufbruchsstimmung über Aufruhr und Wandel in die Gegenwart, 1945–heute
In der Nachkriegszeit erlebte das Corpsleben zunächst eine Phase der Stagnation, die jedoch ab 1947 allmählich überwunden werden konnte. Die Währungsreform von 1948 vernichtete die letzten Reste des ohnehin dürftigen Corpsvermögens. Im Dezember 1948 erfolgten einige bedeutende Schritte zur Wiederbelebung des aktiven Betriebs, gefolgt von einer weiteren Erneuerung im Jahr 1949. In diesem Zusammenhang wurde bestritten, dass es 1942 zu einer vollständigen Rekonstruktion des Corps gekommen sei. Nach einigem Hin und Her erhielt das Corps 1949 schließlich auch eine Lizenz in der amerikanischen Zone. Parallel zu diesen Entwicklungen wurde auch das Corpshaus wiederaufgebaut und im Laufe der Zeit den aktiven Mitgliedern vollständig zugänglich gemacht. Ein Umbau des Corpshauses fand im Jahr 1964 anlässlich des 150. Stiftungsfests statt, welcher die Räumlichkeiten den veränderten Bedürfnissen und Anforderungen der Gemeinschaft anpasste.

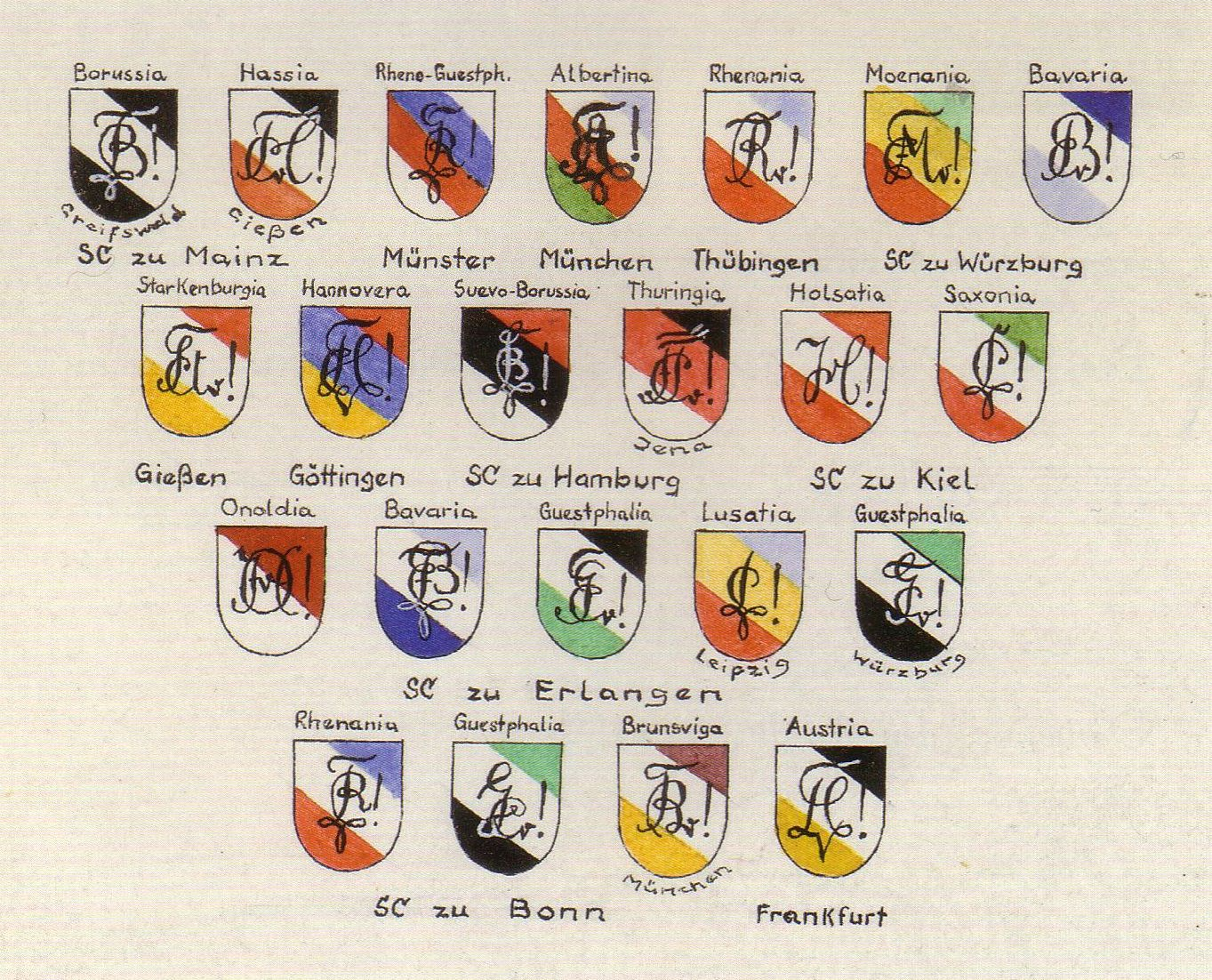
Die Interessengemeinschaft zur Rekonstitution des KSCV.

Im Januar 1950 beteiligte sich die Moenania an der Vorbereitung der Rekonstitution des KSCV, indem sie sich unter 22 Corps in einer Interessengemeinschaft zusammenschloss. Darüber hinaus war die Moenania maßgeblich am Wiederaufbau des Corps Lusatia Breslau in Hamburg beteiligt, der 1952 abgeschlossen wurde. Um diese Zeit kam es auch zu einer Steigerung der „Mensurfreudigkeit“ bei dem Corps, sodass von allen jungen Mainländern letztlich fünf Pflichtpartien abverlangt wurden.
Die 68er-Bewegung brachte auch bei den Mainländern Generationenkonflikte hervor, die jedoch durch verschiedene Initiativen gelöst werden konnten und sich nach dem Abklingen der Proteste entspannten. Der unpolitische Charakter der Verbindung wurde ein weiteres Mal betont, der Anschluss an eine wie auch immer geartete politische Gruppierung jedoch als persönliche Angelegenheit gestattet. Im Zuge dieser Vorgänge wurde von den Aktiven auch erstmals die Frage nach dem Ausschluss von jüdischen Mitgliedern in der NS-Zeit gestellt, welcher vom Corps lange als „nur nach außen gerichtete Streichung von der Mitgliederliste“ ohne „wirkliche[n] Ausschluss“ dargestellt worden war. Nach der Entschärfung dieses Generationenkonfliktes nahmen die Sorgen und Probleme jedoch an anderer Stelle zu. Besonders hervorzuheben sind die Nachwuchssorgen, die vor allem aufgrund restriktiver Richtlinien gegenüber Frauen entstanden, die nur zu wenigen Veranstaltungen überhaupt auf dem Haus erwünscht waren, was potenzielle Füchse oft schnell von einer Mitgliedschaft absehen ließ. Dieses Problem konnte, wenn überhaupt, nur in geringem Maße durch das Wiedereinführen von „Corpsfamilienabenden“ abgemildert werden. Im Jahr 1975 traten neue Unstimmigkeiten innerhalb der Mainländer auf, begleitet von erneut aufkeimenden Nachwuchssorgen und der zunehmend relevanten Frage nach der zukünftigen Finanzierung des Corpslebens. Zudem verlor das akademische Fechten in den 70er Jahren zunehmend an Bedeutung für das Corps.
Nach langen Debatten und der Beilegung interner Auseinandersetzungen erfolgte zwischen 1976 und 1988/89 eine umfassende Sanierung des Corpshauses, die durch eine deutliche Erhöhung des Philisterbeitrags ab 1975 gegenfinanziert wurde. Anlässlich des 180. Stiftungsfestes wurde die Große Kneipe gemeinsam mit dem Blauen Salon 1993/94 mit einer kunsthandwerklich gefertigten Holzvertäfelung ausgestattet. Beim 200. Stiftungsfest 2014 wurde zum Gedenken an die während der NS-Zeit aus antisemitischen Gründen ausgeschlossenen Corpsbrüder eine Gedenktafel im Kneipsaal angebracht.

## Corpshaus

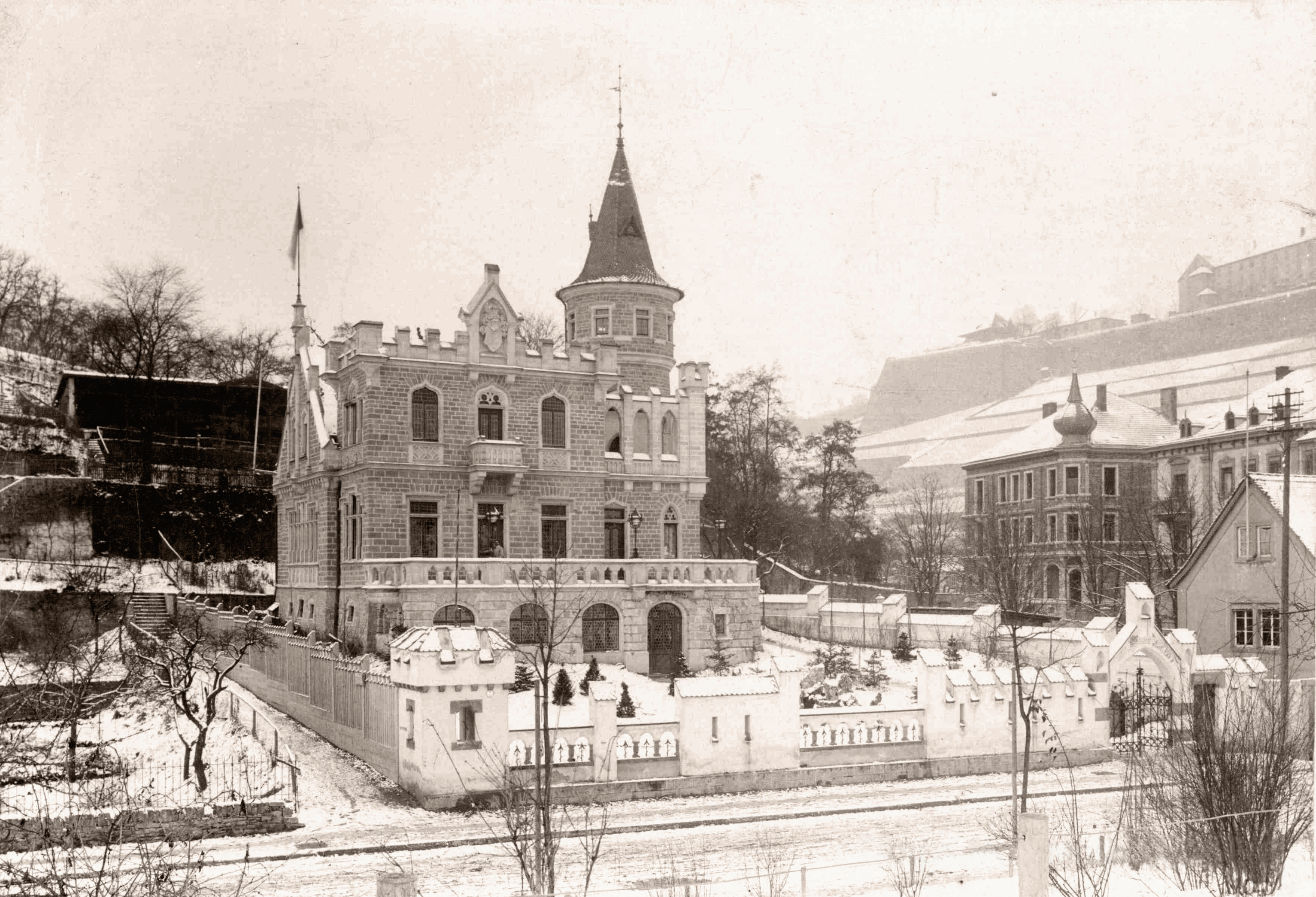
Das alte Corpshaus, eingeweiht 1897. Am rechten Bildrand ist das Anwesen Mergentheimer Straße 12 1/2 erkennbar, die ehemalige Gaststätte Leimsud.

Das Verbindungshaus des Corps Moenania steht unter Denkmalschutz und befindet sich am linken Mainufer, unterhalb der Festung Marienberg an der Mergentheimer Straße. Es ist nach dem älteren, im Zweiten Weltkrieg zerstörten und danach nicht wiedererrichteten Verbindungshaus der Nassauer das älteste Gebäude in Würzburg, das als Korporationshaus erbaut worden ist. Es wird vom 1892 gegründeten Verein „Mainländerheim“ verwaltet. Das aktuelle Haus ist eine schlichtere Rekonstruktion des ursprünglichen Corpshauses, das während des Luftangriffs auf Würzburg am 16. März 1945 völlig ausgebombt wurde.
Wie es ab den 1880er Jahren zunehmend üblich wurde, errichtete auch das Corps Moenania gegen Ende des 19. Jhs. als eine der ersten Verbindungen in Würzburg ein eigenes Verbindungshaus. Die Pläne dafür waren bereits seit geraumer Zeit in Betracht gezogen worden.
Während des 70-jährigen Bundesfestes im Jahr 1884 wurde erstmals der Vorschlag zur Errichtung eines Corpshauses unterbreitet. Daraufhin wurde ein provisorisches Komitee ins Leben gerufen, das eine Spendenaktion unter den Alten Herren startete, um das benötigte Geld für das Corpshaus zu sammeln. Obwohl im selben Jahr zehn Philister jeweils 1.000 Mark spendeten und ein weiterer Alter Herr dem Corps testamentarisch 10.000 Mark für den Bau eines Hauses zur Verfügung stellte, verlief diese erste Initiative im weiteren Verlauf schleppend, sodass man sich schließlich dazu entschloss, die gesammelten Gelder statt zur Errichtung eines Verbindungshauses zur Tilgung alter Verbindungsschulden zu verwenden. Zum Zeitpunkt des Baubeginns im Jahr 1885 waren lediglich 3.000 Mark von den ursprünglich gesammelten 20.000 Mark übriggeblieben. Am 28. Januar 1885 veröffentlichte der Philisterausschuss erneut einen Aufruf mit einem Entwurf für die Satzungen des Vereins „Mainländer-Philisterium“, der das Anwesen mit Einrichtung in Würzburg erwerben und erhalten sollte. Es wurden Anteilsscheine im Gesamtwert von 16.000 Mark gezeichnet, wobei der Bedarf bei 35.000 Mark festgesetzt wurde. Die Gründung des Vereins „Mainländerheim“ erfolgte schließlich erst im Jahr 1892.
Am 14. März 1895 wurde ein Kaufvertrag mit dem Restaurateur Benno Böhm abgeschlossen, der den Teil seines Gartens, angrenzend an sein Wirtschaftsanwesen mit einer Fläche von 1130 Quadratmetern, für 20.000 Mark an das Corps verkaufte. Die Idee und Entwürfe für das Gebäude wurden vom städtischen Baurat Bernatz entwickelt, wobei der Architekt Christoph Mayer mit der Ausarbeitung spezifischer Pläne beauftragt wurde, wie den Mitgliedern des Vereins in einem Rundschreiben vom 16. April 1895 mitgeteilt wurde.
In der Generalversammlung vom 6. Juni 1895 wurde festgelegt, dass die Bausumme von 60.000 Mark nicht überschritten und der Bau erst begonnen werden dürfe, wenn zwei Drittel des Baukapitals verfügbar wären. Am 6. Juni 1896 fand die feierliche Grundsteinlegung statt. Letztlich sollten sich die Baukosten auf gut 93.000 Mark belaufen, wovon 1897 noch 11.000 Mark aufzubringen waren. Die Einweihung des Hauses erfolgte am Pfingstsonntag, dem 7. Juni 1897.

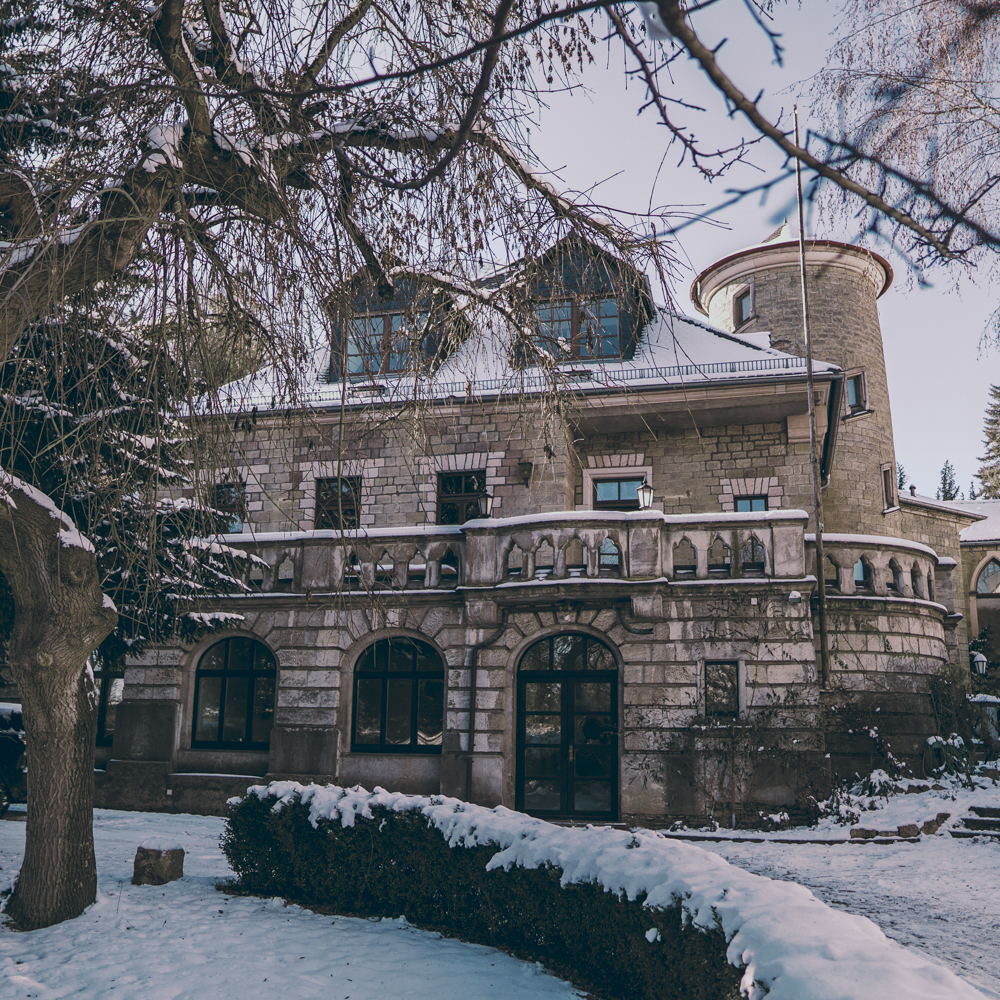
Das heutige Corpshaus im Winter. Man beachte die deutlichen Unterschiede zum Alten Verbindungshaus.

Das ursprüngliche Corpshaus war im neugotischen Stil errichtet und erstreckte sich über drei Etagen: das Souterrain mit Keller, das Hochparterre und den ersten Stock. Das Souterraingeschoss beherbergte einen Fechtboden, einen Waschraum sowie wirtschaftliche Räumlichkeiten wie Küche, Vorratskammer, Keller, Waschküche und Toiletten. Das Hochparterre war über den Turmeingang erreichbar und umfasste einen Kneipsaal, ein Speisezimmer, ein Spielzimmer mit Kegelbahn sowie eine Terrasse entlang des Mains. Durch bewegliche Glasabschlüsse konnten der Kneipsaal und das Speisezimmer bei Bedarf zu einem Raum vereinigt werden.
Im ersten Stock befanden sich ein großes Conventzimmer mit angrenzender Loggia sowie eine Wohnung für den Corpsdiener. Die Innenausstattung bot eine warme und einladende Atmosphäre. Das äußere Erscheinungsbild des Hauses zeigte wie das Innere aufwändige gotische Architekturelemente, darunter einen Steinaufsatz mit einem verzierten Corpswappen. Ein markanter Turm ragte weit über das Flachdach des Gebäudes hinaus und verlieh dem Bau seine charakteristische Silhouette. Im Laufe der nachfolgenden Jahre erfuhr das Innere verschiedene Umgestaltungen. Haus und Garten dienten zunächst ausschließlich repräsentativen Zwecken und dem Paukbetrieb, bevor das Corps nach der Suspension 1935 mit dem Ankauf der angrenzenden Gaststätte Leimsud erstmals studentischen Wohnraum schuf.
Am 16. März 1945 wurde das zu dieser Zeit als Kameradschaftshaus genutzte Gebäude von einer Brandbombe getroffen und zerstört. Bereits im Juli 1944 war die Rückseite des Hauses bei einem Angriff schwer beschädigt worden. Als glücklich erwies sich, dass ein großer Teil der wichtigen Archivstücke bereits im Vorfeld der Bombardierung aus der Stadt geschafft worden war. Im Sommer 1945 begann man mit der Sicherung der Überreste des Hauses und im Folgejahr entschloss man sich zur Sanierung der Ruine. Die Reste des 2. Stockes wurden abgetragen. Außerdem wurde statt des ursprünglichen Flachdachs ein Dachstuhl errichtet. Auf den Wiederaufbau des Turms wurde verzichtet. So erscheint das wiederaufgebaute Haus heute – auch im Inneren – weitaus schlichter als das ursprüngliche. Ralf-Roland Schmidt-Cotta sieht in dieser schlichten Rekonstruktion des ursprünglichen gotischen Corpshauses, die er als „Schleifung der Burg“ begreift, auch eine „Abkehr von dem Geist gesellschaftlicher Exklusivität und Selbstüberschätzung in der Kaiserzeit“ versinnbildlicht.

## Auswärtige Beziehungen
Das Corps Moenania Würzburg ist durch die Struktur seiner Freundschaftsverhältnisse dem blauen Kreis zugehörig.
Kartellcorps
Corps Isaria (Befr. seit 1919, Kart. seit 1952)
Corps Guestfalia Greifswald (Befr. seit 1898, Kart. seit 1998)
Befreundete Corps
Corps Marchia Berlin (Befr. seit 1902, Bruch in 1907, Befr. seit 1957)
Corps Austria Frankfurt am Main (1920)
Corps Onoldia (Bruch in 1885, erneut Befr. 1888–1895, off. Vors. in 1913, wieder Befr. seit 1921)
Corps Rhaetia Innsbruck zu Augsburg (1953)
Corps Palaiomarchia Halle (1921)
Corps Palaiomarchia-Masovia Kiel (1950)
Corps Guestphalia Bonn (1951)
Offizielle Vorstellungsverhältnisse
Corps Posonia Wien (1958)
Das Kartellcorps Lusatia Breslau (Freundschaftsverhältnis seit 1896, Kartellcorps seit 1920, Kartellverhältnis erneuert nach Rekonstitution durch Mainländer in Hamburg in 1953) sah sich aufgrund von Mitgliedermangel gezwungen, den Betrieb einzustellen. Seit dem 6. November 1993 wird dessen Tradition vom Corps Lusatia Leipzig fortgeführt. Das Freundschaftsverhältnis, das 1894 mit Masovia Königsberg zu Potsdam eingegangen wurde, wurde im Jahr 1900 aufgelöst, während das Verhältnis mit Rhenania Tübingen, das seit 1919 bestand und auf Beziehungen seit dem Jahr 1892 beruhten, im Jahr 1928 nach ungehörigem, grenzüberschreitendem Verhalten der Mainländer auf Bestreben der Rhenania gebrochen wurde. Im Jahr 1982 wurde das Freundschaftsverhältnis mit Teutonia Marburg aufgelöst, nachdem sich das Verhältnis seit 1977 stetig verschlechtert hatte. Im Jahr 1979 war die Situation mit handfesten Streitigkeiten und öffentlich ausgetragenen Beleidigungen völlig eskaliert und verschiedene Versuche einer Versöhnung gescheitert.

## Mainländer

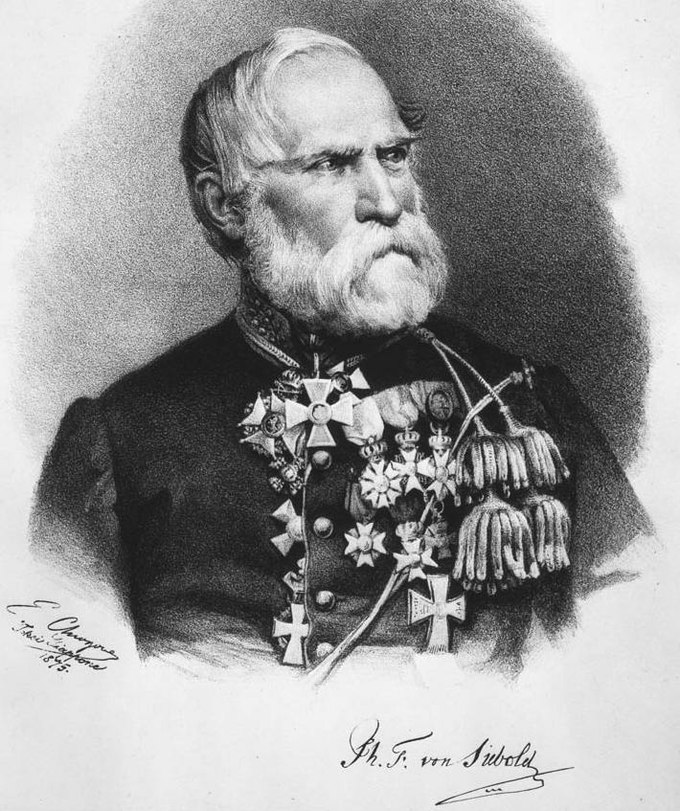
Philipp Franz von Siebold, Porträt 1875

Zahlreiche bedeutende Persönlichkeiten waren und sind Mitglieder des Corps Moenania Würzburg. Es folgt eine Liste in alphabetischer Reihenfolge.
- Narziß Kasper Ach (1871–1946), Arzt, Psychologe, Hochschullehrer in Königsberg und Göttingen

- Albin Angerer (1885–1979), Arzt und Studentenhistoriker, Leiter des Instituts für Hochschulkunde

- Ottmar von Angerer (1850–1918), Chirurg und Hochschullehrer

- Hans Hermann Behr (1818–1904), Professor der Botanik, Entomologe

- Carl Binz (1832–1913), Pharmakologe und Medizinhistoriker
- Erich Bock (1907–1994), Sanitätsoffizier

- Paul von Braun (1820–1892), Verwaltungsjurist, bayrischer Innenminister und Regierungspräsident der Pfalz

- Karl von Braun (1832–1903), Reichsgerichtsrat

- Walter Michael Brod (1912–2010), Studentenhistoriker, Leiter des Instituts für Hochschulkunde
- Ludwig Burkhardt (1872–1922), Chirurg in Würzburg und Nürnberg

- Ludwig Burkhardt (1903–1993), Pathologe und Anthropologe

- Karl Burkhardt (1910–1997), Oberbürgermeister von Ansbach, Staatssekretär im bayerischen Kultusministerium, Regierungspräsident von Mittelfranken

- Gerd Burkhardt (1913–1969), Theoretischer Physiker
- Hermann Dinkel (1901–1958), Verwaltungsjurist und Landrat

- Ernst Rudolf Hermann Dürig (1888–1951), Jurist, Richter am deutschen Bundesgerichtshof
- Hans Georg Dusch (* 1936), Jurist, Präsident des Bundesamtes für die Anerkennung ausländischer Flüchtlinge
- Karl Eyerich (1886–1971), Sanitätsoffizier in drei deutschen Marinen

- Kilian Eyerich (* 1979), Hochschullehrer für Dermatologie und Venerologie

- Philipp Geigel (1794–1855), Richter, Mitglied der Frankfurter Nationalversammlung
- Klaus-Dieter Grosser (1933–2016), Kardiologe und Intensivmediziner

- Lorenz Hauser (1828–1882), Reichsgerichtsrat

- Dirk Hellhammer (1947–2018), Psychoendokrinologe und Hochschulprofessor
- Robert Helm (1879–1955), Tuchindustrieller und Kommunalpolitiker

- Günter Henle (1899–1979), Diplomat, Politiker (CDU), Mitglied der Gemeinsamen Versammlung der Montanunion, Industrieller und Musikverleger (G. Henle Verlag)

- Fritz Hermann Kayser (* 1933), Mikrobiologe, emeritierter Hochschullehrer in der Schweiz

- Maximilian Knorr (1895–1985), Mikrobiologe und Hygieniker, Professor in Würzburg und Erlangen

- Fritz König (1866–1952), Chirurg, Ordinarius in Greifswald, Marburg und Würzburg

- Gunther Lehmann (1897–1974), Physiologe, Begründer der ArbeitsphysiologeFriedrich Loeffler, vor 1900

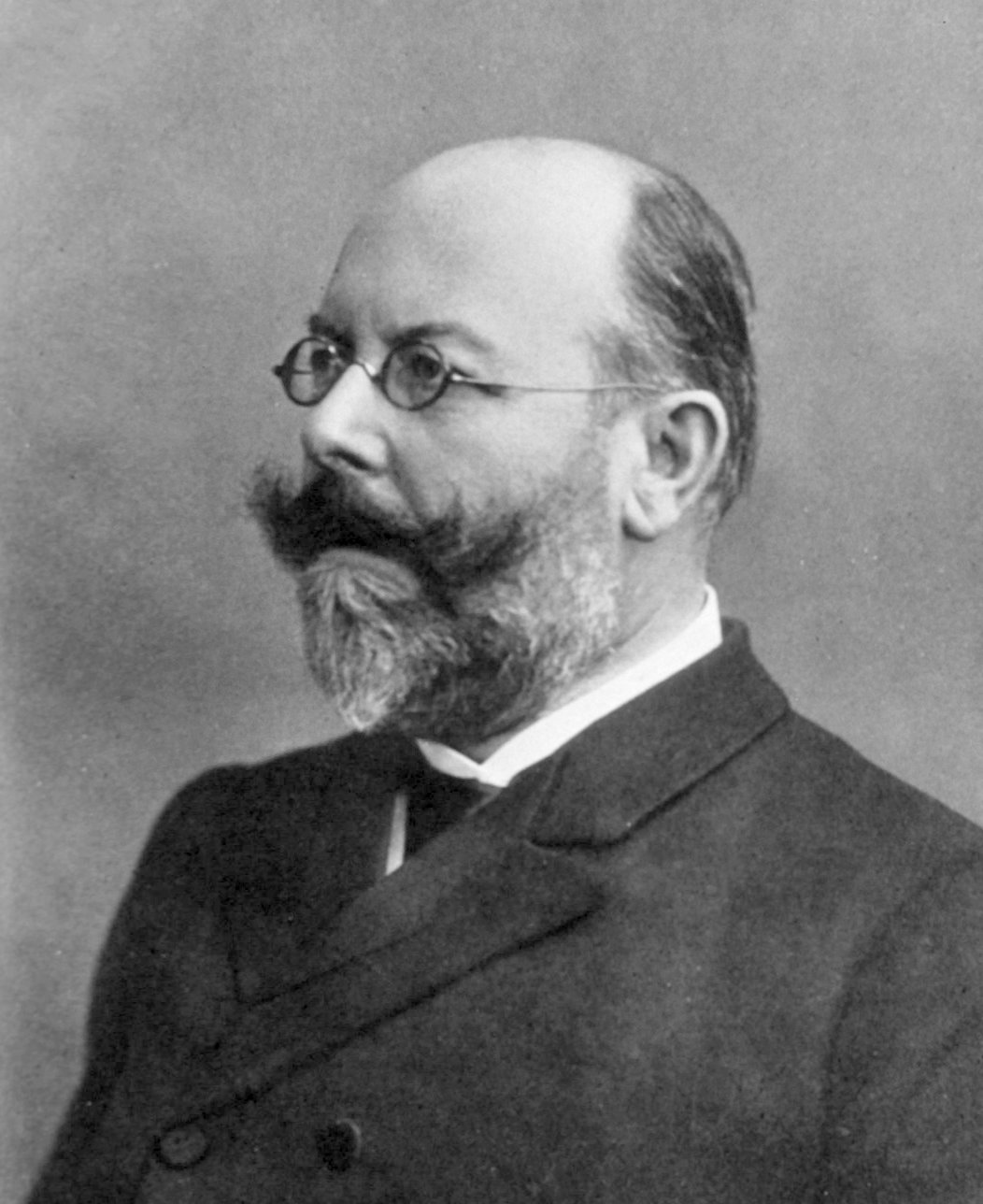
Friedrich Loeffler, vor 1900

- Friedrich Loeffler (Mediziner, 1852) (1852–1915), Hygieniker, Bakteriologe, Begründer der Virologie, Direktor des Robert-Koch-Instituts in Berlin

- Friedrich Loeffler (Mediziner, 1885) (1885–1967), Orthopäde, Hochschullehrer in Halle, Berlin und Leipzig

- Adolf Lohmann (1892–1962), Bergwerksdirektor, maßgebliche Beteiligung am Wiederaufbau des VAC

- Hermann Mai (1902–2001), Pädiater, Mitarbeiter von Albert Schweitzer in Lambaréné, Vorsitzender des Deutschen Hilfsvereins und Vizepräsident der Internationalen Albert-Schweitzer-Gesellschaft

- Christian Meisner (1868–1944), Rechtsanwalt und Politiker (DDP), Mitglied der Weimarer Nationalversammlung

- Michael Meisner (1904–1990), Rechtsanwalt, Oberbürgermeister von Würzburg, Verleger der Main-Post

- Andreas Mettenleiter (* 1968), Medizinhistoriker und Autor
- Georg Meyer-Erlach (1877–1961), Chemiker, Studentenhistoriker, Leiter des Instituts für Hochschulkunde

- Leon Oppenheimer (1841–1912), Arzt, Hochschullehrer, königlich-bayerischer Hofrat
- Heinz Oppermann (1882–1958), Manager der Gummiindustrie

- Adolf Pernwerth von Bärnstein (1836–1918), Begründer der Studenten- und Hochschulgeschichte

- Theodor Pfülf (1866–1953), bayerischer Verwaltungsbeamter, Jurist, Regierungspräsident der bayerischen Rheinpfalz, Vorstand des Historischen Vereins der Pfalz

- Andreas Bernhard Quante (1799–1874), Jurist, Mitglied der Frankfurter Nationalversammlung

- Ludwig Rohden (1838–1887), Mediziner, Badearzt

- Johann Wilhelm Rost (1797–1855), Landrichter, Regierungskommissar, Heimatkundler

- Karsten Rotte (1929–1997), Gynäkologe, Radioonkologe und Hochschullehrer in Würzburg
- August Schmidt (1834–1913), Postamtsdirektor, Autor

- Ralf-Roland Schmidt-Cotta (* 1951), Studentenhistoriker
- Georg Michael Schmitt (1799–1876), Geheimer Regierungsrat, Mitglied der Badischen Ständeversammlung

- Gregor Schmitt (1832–1908), Mediziner, Obermedizinalrat, Ehrenbürger der Stadt Volkach

- Walther Schmitt (1888–1931), Gynäkologe, Hochschullehrer
- Paul Schröter (1898–1977), Jurist in der Eisenbahnverwaltung

- Philipp Franz von Siebold (1796–1866), Oberst im königlich-niederländischen Generalstab, Arzt, Japanreisender, Naturgelehrter, Ethnologe, Botaniker und Sammler, leistete bedeutende Beiträge bei der Erforschung Japans

- Karl Streit (1833–1902), bayerischer Regierungsrevisor, Salinenverwalter und Kunstsammler

- Joseph von Syberg zu Sümmern (1800–1871), Herzoglich Nassauischer Hausmarschall, wirklicher geheimer Rat, Hoftheaterintendant, Mitglied der nassauischen Landstände

- Friedrich August Vogt (1812–1893), Mediziner, Epidemiologe
- Karl Waltzinger (1908–1993), Verwaltungsjurist, Präsident des saarländischen Rechnungshofs

- Albert Weiler (1863–1917), Humanmediziner, erster niedergelassener Kinderarzt in Würzburg